# Aksij (Lobov)
Aksij (vlastním jménem: Dimitrij Borisovič Lobov; * 24. května 1980, Rjazaň) je kněz Ruské pravoslavné církve, arcibiskup podolský a ljuberecký.

## Život
Narodil se 24. května 1980 v Rjazani v dělnické rodině. V 11 letech začal sloužit v chrámu Největější Trojice v Murminu. Roku 1997 dokončil střední školu a v 17 letech nastoupil na Rjazaňskou státní radioinženýrskou akademii (dnes univerzita). Studium ukončil roku 2002 s titulem inženýra radiotechnika.
Roku 2002 vstoupil do Soloveckého monastýru a v dubnu 2003 byl oficiálně přijat. Ve stejný rok byl přijat do Moskevského duchovního semináře, který dokončil roku 2008.
Dne 24. prosince 2003 byl archimandritou Josifem (Bratiščjevem) postřižen na monacha se jménem Aksij, na počest svatého Aksije Kaškaranského. Stal se učitelem teologie v nedělní škole a roku 2004 se stal ředitelem.
Dne 28. února 2004 jej arcibiskup Arsenij (Jepifanov) vysvětil na jerodiákona a 24. června 2005 přijal kněžské svěcení.
V březnu roku 2008 byl zvolen pomocníkem archimandrity a roku vstoupil na Moskevskou duchovní akademii.
Dne 13. ledna 2017 byl metropolitou Dimitrijem (Jelisejevem) jmenován děkanem Něrčinského okresu a předsedou farní rady katedrály Zmrtvýchvstání.
Dne 4. května 2017 jej Posvátný synod zvolil biskupem Něrčinsku a Krásnokamenska.
Dne 10. května 2017 metropolitou Varsonofijem (Sudakovem) byl povýšen do hodnosti archimandrity.
Biskupské svěcení (chirotonii) přijal 18. června 2017 z rukou patriarchy Kirilla a spolusvětitelé byli metropolita Juvenalij (Pojarkov), metropolita Ilarion Alfjejev, metropolita Arsenij (Jepifanov), metropolita Dimitrij (Jelisejev), arcibiskup Jevgenij (Rješetnikov), arcibiskup Teognost (Guzikov), biskup Tichon (Njedosjekin), biskup Teofilakt (Moisjejev), biskup Roman (Gavrilov), biskup Pantelejmon (Šatov), biskup Sáva (Michjejev), biskup Nikolaj (Pogrjebnjak), biskup Konstantin (Ostrovskij), biskup Tichon (Ševkunov), biskup Antonij (Sevrjuk), biskup Paramon (Golubka), Petr (Dmitrijev) a biskup Serafim (Amjelčenkov).
Dne 4. dubna 2019 je rozhodnutím Posvátný synody jmenován biskupem južno-sachalinským a kurilským. 21. dubna 2019, v souvislosti se jmenováním na katedře, v chrámu Krista Spasitele, patriarcha Kirill ho povýšil do hodnosti arcibiskupa.
Dne 11. března 2020 byl Svatým synodem schválen jako archimandrita Pokrovského monastýru v Korsakově.
Dne 13. dubna 2021 byl Svatým synodem jmenován eparchiálním biskupem nové vzniklé podolské eparchie.